# Gymnapogon
Gymnapogon és un gènere de peixos pertanyent a la família dels apogònids.

## Taxonomia
- Gymnapogon africanus (Smith, 1954)[2]
- Gymnapogon annona (Whitley, 1936)[3]
- Gymnapogon foraminosus (Tanaka, 1915)[4]
- Gymnapogon japonicus (Regan, 1905)[5]
- Gymnapogon melanogaster (Gon & Golani, 2002)[6]
- Gymnapogon philippinus (Herre, 1939)[7]
- Gymnapogon urospilotus (Lachner, 1953)[8]
- Gymnapogon vanderbilti (Fowler, 1938)[9][10][11][12][13][14][15]